# 1000-km-Rennen von Spa-Francorchamps 2009

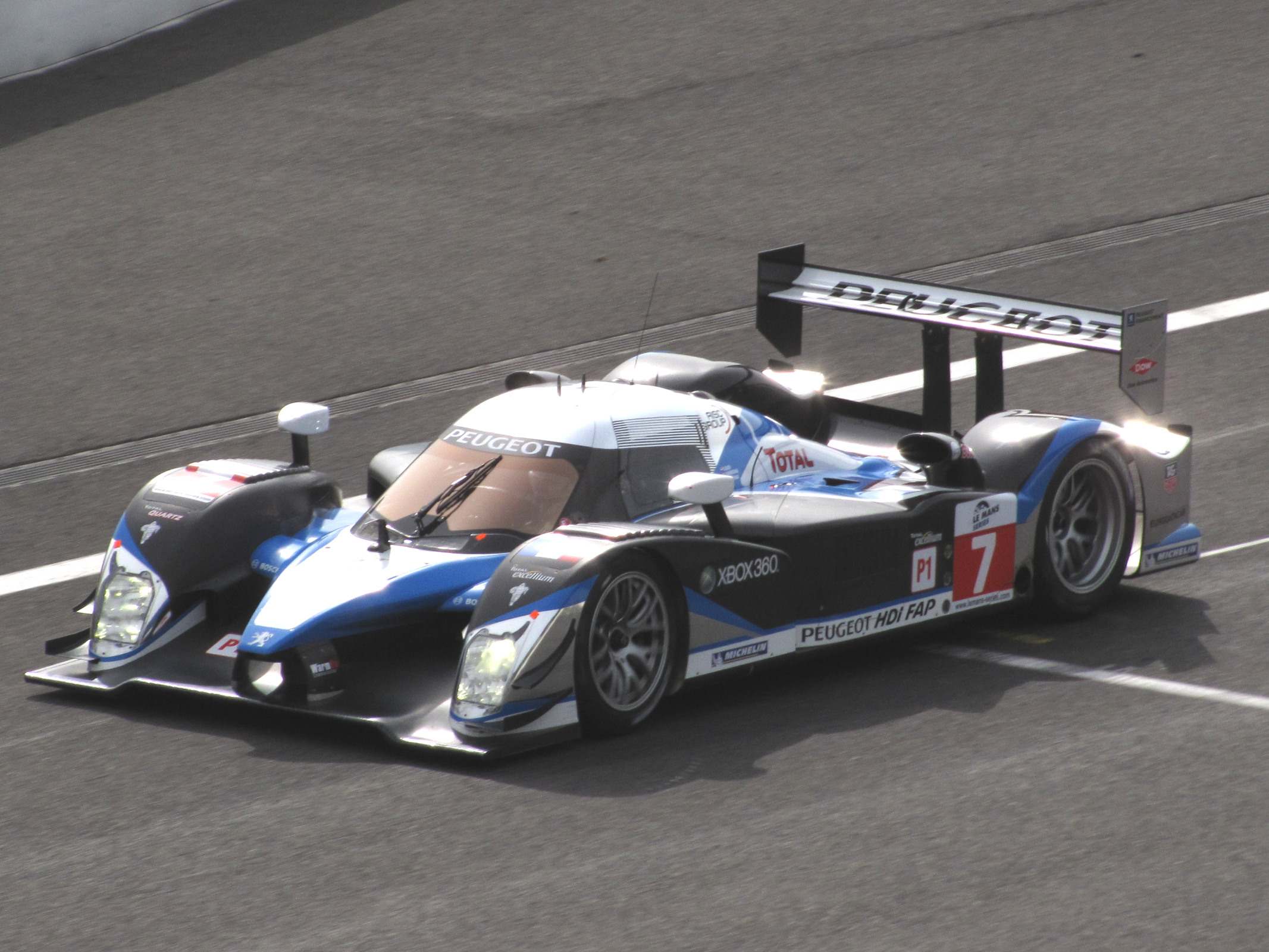
Peugeot 908 HDi FAP mit der Startnummer 7. Siegerwagen von Nicolas Minassian, Simon Pagenaud und Christian Klien

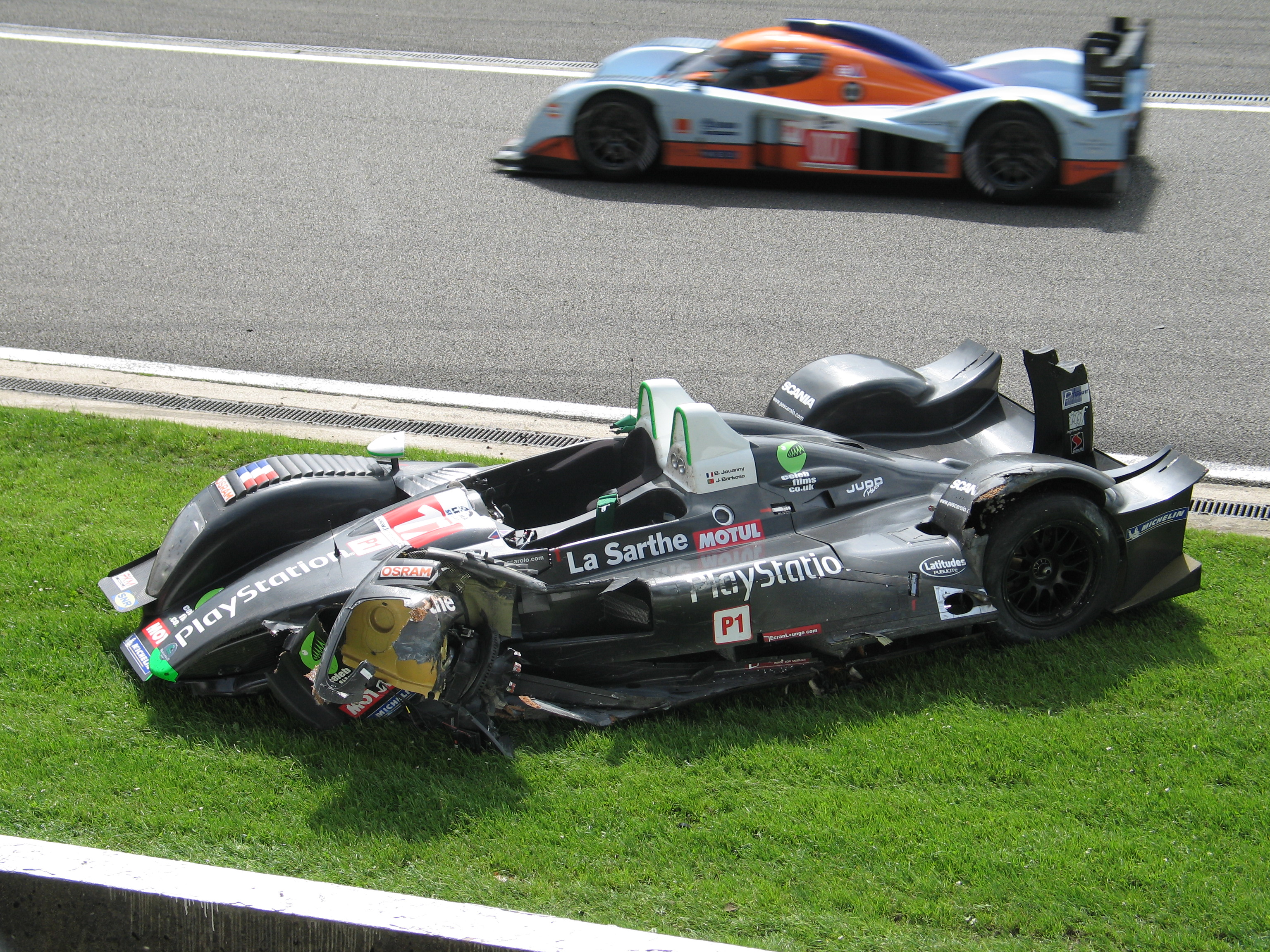
Der verunfallte Pescarolo 01 von Bruce Jouanny

Das 26. 1000-km-Rennen von Spa-Francorchamps, auch 1000 KM of Spa (Le Mans Series), Spa-Francorchamps, fand am 10. Mai 2009 auf dem Circuit de Spa-Francorchamps statt und war der zweite Wertungslauf der Le Mans Series dieses Jahres.

## Das Rennen
2009 verzichteten die Werksteams von Peugeot und Audi weitgehend auf Einsätze in der Le Mans Series. Während das Joest-Team den neuen Audi R15 TDI in der American Le Mans Series einsetzte, konzentrierte sich die Peugeot-Mannschaft fast ausschließlich auf das 24-Stunden-Rennen von Le Mans, wo sie endlich den Gesamtsieg schaffen wollte und mit einem Doppelsieg auch einfuhr. Das Langstreckenrennen auf dem Kurs von Spa diente dem französischen Team als Vorbereitung auf das 24-Stunden-Rennen in Westfrankreich.
Im Qualifikationstraining sicherten sich die Gaststarter von Peugeot die erste Startreihe, wobei Simon Pagenaud im Peugeot 908 HDi FAP mit der Nummer 7 und Alexander Wurz im Wagen mit der Nummer 9 lediglich 27/1000 Sekunden voneinander getrennt waren. Paugenaud umrundete den Kurs in einer Zeit von 2:01,056 Minuten. Die schnellste Rundenzeiten in der LMP2 und der GT1-Klasse gingen mit Casper Elgaard im Porsche RS Spyder Evo und Alexander Müller im Aston Martin DBR9 ebenfalls an Gaststarter. In der GT2 fuhr Marc Lieb, der einen Porsche 997 GT3 RSR steuerte, an die Spitze seiner Kategorie und schloss seine beste Runde mit 2:21,870 Minuten ab.
In der ersten Runde gab es eine Kollision zwischen Darren Turner im Lola Aston Martin DBR1 und Jean-Christophe Boullion im Pescarolo 01 aus dem Team von Henri Pescarolo, die beide Wagen ans Ende des Feldes zurückwarf. Vom Start weg führten die beiden Fahrzeuge von Peugeot vor dem Werks-Oreca 01 mit Bruno Senna am Steuer. 10 Minuten nach Rennbeginn musste Senna mit einem geplatzten Reifen die Box aufsuchen. Da viele Gummiteile auf der Strecke lagen, musste das Safety Car auf die Piste. Nach dem Restart kollidierte David Brabham im zweitplatzierten Peugeot mit dem LMP2 von Ibanez Racing. Brabham musste mit dem Wegen zur Reparatur an die Box und erhielt später zudem eine Stop-and-Go-Strafe für das Abdrängen des Konkurrenten. Wenige Minuten später schlug Bruce Jouanny im zweiten Werks-Pescarolo in der Raidillon in die Streckenbegrenzung ein und beschädigte den Wagen dabei erheblich. Erneut kam das Safety Car zum Einsatz.
Zur Rennhalbzeit führte Simon Pagenaud im Peugeot. Der Unfall eines GT2-Ferrari brachte erneut das Safety Car auf die Strecke, was aber keinen Einfluss auf den Gesamtsieg hatte. Simon Pagenaud, Nicolas Minassian und Christian Klien gewannen mit einem Start-Ziel-Sieg für Peugeot.

## Ergebnisse

### Schlussklassement
| 1               | LMP1 | 7   | Team Peugeot Total       | Nicolas Minassian Simon Pagenaud Christian Klien              | Peugeot 908 HDi FAP         | 143 |
| 2               | LMP1 | 16  | Pescarolo Sport          | Jean-Christophe Boullion Christophe Tinseau                   | Pescarolo 01 Evo            | 143 |
| 3               | LMP1 | 007 | Aston Martin Racing      | Stefan Mücke Jan Charouz Tomáš Enge                           | Lola Aston Martin DBR1      | 142 |
| 4               | LMP1 | 11  | Team Oreca Matmut AIM    | Nicolas Lapierre Olivier Panis                                | Oreca 01                    | 142 |
| 5               | LMP1 | 009 | Aston Martin Racing      | Darren Turner Miguel Ramos Harold Primat                      | Lola Aston Martin DBR1      | 142 |
| 6               | LMP1 | 14  | Kolles                   | Andrew Meyrick Narain Karthikeyan Charles Zwolsman junior     | Audi R10 TDI                | 141 |
| 7               | LMP1 | 15  | Kolles                   | Christijan Albers Christian Bakkerud Giorgio Mondini          | Audi R10 TDI                | 139 |
| 8               | LMP2 | 31  | Team Essex               | Emmanuel Collard Casper Elgaard Kristian Poulsen              | Porsche RS Spyder Evo       | 139 |
| 9               | LMP2 | 33  | Speedy Racing Team Sebah | Xavier Pompidou Benjamin Leuenberger Jonny Kane               | Lola B08/80                 | 139 |
| 10              | LMP2 | 13  | Speedy Racing Team Sebah | Marcel Fässler Nicolas Prost Andrea Belicchi                  | Lola B08/80                 | 139 |
| 11              | LMP1 | 12  | Signature Plus           | Franck Mailleux Pierre Ragues                                 | Courage-Oreca LC70          | 138 |
| 12              | LMP1 | 9   | Team Peugeot Total       | Marc Gené Alexander Wurz David Brabham                        | Peugeot 908 HDi FAP         | 136 |
| 13              | GT1  | 72  | Luc Alphand Aventures    | Patrice Goueslard Luc Alphand Yann Clairay                    | Chevrolet Corvette C6.R     | 132 |
| 14              | LMP2 | 35  | Oak Racing               | Karim Ajlani Matthieu Lahaye                                  | Pescarolo 01                | 132 |
| 15              | GT1  | 55  | IPB Spartak Racing       | Peter Kox Erik Janiš Filip Salaquarda                         | Lamborghini Murciélago R-GT | 131 |
| 16              | LMP1 | 22  | Team LNT                 | Guy Smith Robbie Kerr Lawrence Tomlinson                      | Ginetta-Zytek GZ09S         | 130 |
| 17              | LMP1 | 23  | Strakka Racing           | Peter Hardman Nick Leventis Danny Watts                       | Ginetta-Zytek GZ09S         | 129 |
| 18              | GT2  | 77  | Team Felbermayr Proton   | Marc Lieb Richard Lietz Horst Felbermayr senior               | Porsche 997 GT3 RSR         | 129 |
| 19              | GT2  | 84  | Team Modena              | Jaime Melo Leo Mansell Antonio García                         | Ferrari F430 GTC            | 129 |
| 20              | GT2  | 92  | JMW Motorsport           | Gianmaria Bruni Rob Bell                                      | Ferrari F430 GTC            | 128 |
| 21              | GT2  | 90  | FBR                      | Pierre Ehret Dominik Farnbacher                               | Ferrari F430 GTC            | 128 |
| 22              | GT2  | 85  | Snoras Spyker Squadron   | Tom Coronel Peter Dumbreck                                    | Spyker C8 Laviolette GT2-R  | 128 |
| 23              | GT2  | 76  | IMSA Performance Matmut  | Patrick Pilet Raymond Narac                                   | Porsche 997 GT3 RSR         | 127 |
| 24              | LMP2 | 38  | Pegasus Racing           | Julien Schell Philippe Thirion                                | Courage-Oreca LC75          | 127 |
| 25              | GT2  | 87  | Drayson Racing           | Jonathan Cocker Paul Drayson                                  | Aston Martin V8 Vantage GT2 | 126 |
| 26              | GT2  | 96  | Virgo Motorsport         | Michael Vergers Sean McInerney Michael McInerney              | Ferrari F430 GTC            | 125 |
| 27              | GT2  | 78  | Advanced Engineering     | Matt Griffin Peter Bamford                                    | Ferrari F430 GTC            | 124 |
| 28              | GT2  | 94  | Prospeed Competition     | Markus Palttala Paul Daniels                                  | Porsche 997 GT3 RSR         | 124 |
| 29              | LMP2 | 39  | KSM                      | Hideki Noda Francesco Sini Matthew Marsh                      | Lola B07/46                 | 115 |
| 30              | GT1  | 66  | Jetalliance              | Alexander Müller Lukas Lichtner-Hoyer Thomas Gruber           | Aston Martin DBR9           | 113 |
| 31              | GT2  | 88  | Team Felbermayr Proton   | Christian Ried Horst Felbermayr junior Francisco Cruz Martins | Porsche 997 GT3 RSR         | 112 |
| 32              | LMP2 | 37  | WR Salini                | Tristan Gommendy Philippe Salini Stéphane Salini              | WR LMP 2008                 | 110 |
| 33              | LMP2 | 40  | Quifel ASM Team          | Olivier Pla Miguel Amaral                                     | Ginetta-Zytek GZ09S/2       | 101 |
| Nicht klassiert |      |     |                          |                                                               |                             |     |
| 34              | GT2  | 79  | Reiter Engineering       | Christophe Bouchut Albert von Thurn und Taxis                 | Lamborghini Gallardo LP560  | 99  |
| 35              | LMP2 | 43  | Q8 Oils Hache Team       | Máximo Cortés Chavarri Pierre Combot Nil Montserrat           | Lucchini LMP2-08            | 88  |
| 36              | LMP1 | 3   | Scuderia Lavaggi         | Giovanni Lavaggi Wolfgang Kaufmann                            | Lavaggi LS1                 | 49  |
| Disqualifiziert |      |     |                          |                                                               |                             |     |
| 37              | LMP2 | 29  | Racing Box               | Filippo Francioni Andrea Ceccato Giacomo Piccini              | Lola B08/80                 | 137 |
| 38              | LMP2 | 32  | Team Barazi Epsilon      | Fernando Rees Juan Barazi                                     | Zytek 07S/2                 | 134 |
| 39              | LMP2 | 26  | Bruichladdich Bruneau    | Tim Greaves Pierre Bruneau Jonathan Coleman                   | Radical SR9                 | 129 |
| Ausgefallen     |      |     |                          |                                                               |                             |     |
| 40              | LMP1 | 10  | Team Oreca Matmut AIM    | Bruno Senna Stéphane Ortelli                                  | Oreca 01                    | 129 |
| 41              | GT2  | 89  | Hankook Team Farnbacher  | Pierre Kaffer Allan Simonsen                                  | Ferrari F430 GTC            | 110 |
| 42              | LMP2 | 41  | G.A.C. Racing Team       | Philipp Peter Claude-Yves Gosselin Karim Ojjeh                | Zytek 07S/2                 | 80  |
| 43              | GT2  | 81  | Easyrace                 | Giampaolo Tenchini Maurice Basso Roberto Plati                | Ferrari F430 GTC            | 75  |
| 44              | GT2  | 99  | JMB Racing               | Manuel Rodrigues John Hartshorne Plamen Kralev                | Ferrari F430 GTC            | 57  |
| 45              | LMP1 | 17  | Pescarolo Sport          | Bruce Jouanny João Barbosa                                    | Pescarolo 01                | 53  |
| 46              | GT2  | 91  | FBR                      | Andrea Montermini Giacomo Petrobelli Gabrio Rosa              | Ferrari F430 GTC            | 53  |
| 47              | LMP2 | 25  | RML                      | Thomas Erdos Mike Newton                                      | Lola B08/80                 | 47  |
| 48              | LMP2 | 28  | Ibanez Racing Service    | William Cavailhes José Ibanez Frédéric Da Rocha               | Courage LC75                | 41  |
| 49              | LMP2 | 42  | Ranieri Randaccio        | Ranieri Randaccio Glauco Solieri                              | Lucchini LMP2-08            | 35  |
| 50              | LMP2 | 30  | Racing Box               | Andrea Piccini Matteo Bobbi Thomas Biagi                      | Lola B08/80                 | 7   |
| Nicht gestartet |      |     |                          |                                                               |                             |     |
| 51              | LMP2 | 24  | Oak Racing               | Jacques Nicolet Richard Hein Shinji Nakano                    | Pescarolo 01                | 1   |

1 nicht gestartet

### Nur in der Meldeliste
Hier finden sich Teams, Fahrer und Fahrzeuge, die ursprünglich für das Rennen gemeldet waren, aber aus den unterschiedlichsten Gründen daran nicht teilnahmen.
| Pos. | Klasse | Nr. | Team                         | Fahrer                                                                          | Chassis                     |
| ---- | ------ | --- | ---------------------------- | ------------------------------------------------------------------------------- | --------------------------- |
| 52   | LMP2   | 27  | Horag Racing                 | Didier Theys                                                                    | Porsche RS Spyder           |
| 53   | GT1    | 51  | ARC Bratislava Kaneko Racing | Sean Edwards Andrej Studenic Miroslav Konôpka Stéphane Lémeret Olivier Muytjens | Saleen S7-R                 |
| 54   | GT2    | 93  | James Watt Automotive        |                                                                                 | Aston Martin V8 Vantage GT2 |
| 54   | GT2    | 95  | James Watt Automotive        |                                                                                 | Aston Martin V8 Vantage GT2 |
| 55   | GT2    | 98  | JMB Racing                   |                                                                                 | Ferrari F430 GTC            |

### Klassensieger
| Klasse | Fahrer            | Fahrer         | Fahrer                  | Fahrzeug                | Platzierung im Gesamtklassement |
| ------ | ----------------- | -------------- | ----------------------- | ----------------------- | ------------------------------- |
| LMP1   | Nicolas Minassian | Simon Pagenaud | Christian Klien         | Peugeot 908 HDi FAP     | Gesamtsieg                      |
| LMP2   | Emmanuel Collard  | Casper Elgaard | Kristian Poulsen        | Porsche RS Spyder Evo   | Rang 8                          |
| GT1    | Patrice Goueslard | Luc Alphand    | Yann Clairay            | Chevrolet Corvette C6.R | Rang 13                         |
| GT2    | Marc Lieb         | Richard Lietz  | Horst Felbermayr senior | Porsche 997 GT3 RSR     | Rang 18                         |

### Renndaten
- Gemeldet: 55
- Gestartet: 50
- Gewertet: 33
- Rennklassen: 4
- Zuschauer: 30000
- Wetter am Renntag: kühl und trocken
- Streckenlänge: 7,004 km
- Fahrzeit des Siegerteams: 5:45:35,429 Stunden
- Gesamtrunden des Siegerteams: 143
- Gesamtdistanz des Siegerteams: 1001,572 km
- Siegerschnitt: 173,889 km/h
- Pole Position: Simon Pagenaud – Peugeot 908 HDi FAP (#7) – 2:01,056 = 208,287 km/h
- Schnellste Rennrunde: Nicolas Minassian – Peugeot 908 HDi FAP (#7) – 2:02,569 = 205,716 km/h
- Rennserie: 2. Lauf zur Le Mans Series 2009